# Livia junci
Livia junci är en insektsart som först beskrevs av Franz Paula von Schrank 1789.  I den svenska databasen Dyntaxa används istället namnet Livia juncorum. Livia junci ingår i släktet Livia och familjen rundbladloppor.
Artens utbredningsområde är Iran. Arten är reproducerande i Sverige. Inga underarter finns listade i Catalogue of Life.